# 스웨덴 축구 국가대표팀
스웨덴 축구 국가대표팀(스웨덴어: Sveriges herrlandslag i fotboll 스베리예스 헤를란슬라그 이 포트볼[*])은 스웨덴의 국가대표팀으로 스웨덴 축구 협회에서 운영하고 있다. 1908년 7월 12일 노르웨이와의 첫 국제 경기에서 11-3의 승을 거두었으며 현재 프렌즈 아레나를 홈 구장으로 사용하고 있다. 또한 1968년 이후 잉글랜드와의 모든 국제 A매치 경기에서 단 한번도 패하지 않았다가 2011년 11월 15일 웸블리 스타디움에서 열린 친선 경기에서 0-1로 패하면서 43년간 이어져 오던 무패 행진을 마감했다.
2020년대에 이르러서 국제 대회 성적이 심각하게 나쁘며 UEFA 유로 2020 16강을 끝으로 국제 대회에서 계속 탈락과 강등을 반복하고 있다. 2022-23년 UEFA 네이션스리그 리그 B로 강등, 2022년 FIFA 월드컵 지역 예선 탈락, 2024-25년 UEFA 네이션스리그 리그 C로 강등 UEFA 유로 2024 지역 예선 탈락 등 계속 실력이 하락하고 있다. 만약 여기에서 또 리그 D로 강등을 당할 경우 스웨덴은 네이션스 리그에서 모든 리그에서 경기를 해 본 유일한 팀이라는 이색 기록을 달성하게 된다. 다만 확률은 낮다.

## 국제 대회 경력

### FIFA 월드컵
1934년 FIFA 월드컵을 시작으로 현재까지 12번의 월드컵 본선에 올랐고 이 중 자국에서 열린 1958년 대회에서 브라질에 이어 준우승을 차지했고 1994년 대회에서는 3위에 성적을 거두며 36년만에 4강 이상의 성적을 거두었다. 2010년 FIFA 월드컵과 2014년 FIFA 월드컵의 연속 지역 예선 탈락을 겪으면서 쇠락했지만 2018년 대회에서는 24년만에 8강에 오르는 기염을 토했으나 잉글랜드와의 8강전에서 해리 매과이어와 델리 알리에게 연속골을 얻어맞고 0-2의 완패를 당하면서 짐을 쌌다. 2006년 FIFA 월드컵 이래로 현재까지 지역 예선을 통과한 월드컵은 2018년 FIFA 월드컵 단 한 개 대회 뿐이다.

### UEFA 유럽 축구 선수권 대회
자국에서 열린 UEFA 유로 1992를 시작으로 현재까지 유로 대회 본선에는 2020년 대회를 포함해 7번 출전하여 1992년 대회에서 4강에 오르면서 역대 유로 대회 최고 성적을 남겼고 2004년 대회에서는 전 대회 준우승국인 이탈리아를 따돌리고 8강에 오르며 북유럽 축구 강국의 명성을 높였으나 나머지 4번의 대회에서는 모두 조별리그 탈락의 고배를 마셨다. 심지어 UEFA 유로 2024에서는 지역 예선에서 탈락했다. 아직 경기는 남아있으나 같은 조에서 벨기에와 오스트리아가 본선 진출을 확정지었는데 플레이오프 진출은 조 3위 이하 중 네이션스 리그의 성적에 따라 결정되기 때문에 네이션스 리그에서 강등 당한 스웨덴은 탈락이 확정되었다.

### 하계 올림픽
성인대표팀 시절에는 8번 출전하여 이 가운데 1948년 대회에서 사상 첫 올림픽 금메달을 획득했고 1924년 대회과 1952년 대회에서는 동메달을 획득하는 성과를 거두었다. 반면 U-23 대표팀으로는 단 2번의 출전에 그쳤고 최고 성적도 1992년 대회 8강에 그쳤다.

### UEFA 네이션스리그

#### 2018-19 리그 B
첫 시즌 리그 B에 편입된 스웨덴은 2018년 월드컵에서 1970년 FIFA 월드컵 이후 48년만에 월드컵 8강에 오른 러시아, 2002년 FIFA 월드컵 3위팀인 터키를 상대로 2조 4경기에서 2승 1무 1패·조 1위로 차기 시즌 리그 A 승격 티켓을 거머쥐었다. 

#### 2020-21 리그 A
하지만 2020-21년 UEFA 네이션스리그에서는 승리라고는 홈에서 크로아티아를 이긴 단 한 경기에 불과하고 나머지 경기를 모두 패했다. 결국 똑같이 홈에서 스웨덴만 이긴 크로아티아와 나란히 1승 5패의 초라한 성적을 달성했는데 4골을 더 넣고 3골을 더 실점한 크로아티아에 골득실 1점 차이로 밀려서 리그 B로 강등 당했다. 나머지 두 팀이 월드컵 2회 우승에 빛나는 프랑스와 크리스티아누 호날두의 포르투갈인 것을 감안하면 스웨덴에게는 어려운 조편성이었다.

#### 2022-23 리그 B
2022-23년 UEFA 네이션스리그에서도 마찬가지로 세르비아와 노르웨이에게 홈 원정 모두 패하는 더블을 당했으며, 승점이라고는 슬로베니아 상대로 거둔 1승 1무가 전부였던 탓에 리그 C로 강등을 당하는 등 2번 연속 강등을 당하는 초유의 사태를 맞이했다.

## 국제대회 기록

### FIFA 월드컵
| FIFA 월드컵 본선 기록 | FIFA 월드컵 본선 기록        | FIFA 월드컵 본선 기록        | FIFA 월드컵 본선 기록        | FIFA 월드컵 본선 기록        | FIFA 월드컵 본선 기록        | FIFA 월드컵 본선 기록        | FIFA 월드컵 본선 기록        | FIFA 월드컵 본선 기록        | FIFA 월드컵 본선 기록        | FIFA 월드컵 예선 기록                  | FIFA 월드컵 예선 기록                  | FIFA 월드컵 예선 기록                  | FIFA 월드컵 예선 기록                  | FIFA 월드컵 예선 기록                  | FIFA 월드컵 예선 기록                  | FIFA 월드컵 예선 기록                  |
| --------------------- | ---------------------------- | ---------------------------- | ---------------------------- | ---------------------------- | ---------------------------- | ---------------------------- | ---------------------------- | ---------------------------- | ---------------------------- | -------------------------------------- | -------------------------------------- | -------------------------------------- | -------------------------------------- | -------------------------------------- | -------------------------------------- | -------------------------------------- |
| 년도                  | 결과                         | 순위                         | 경기                         | 승                           | 무*                          | 패                           | 득점                         | 실점                         | 승점                         | 경기                                   | 승                                     | 무*                                    | 패                                     | 득점                                   | 실점                                   | 승점                                   |
| 1930년                | 불참                         | 불참                         | 불참                         | 불참                         | 불참                         | 불참                         | 불참                         | 불참                         | 불참                         | 불참                                   | 불참                                   | 불참                                   | 불참                                   | 불참                                   | 불참                                   | 불참                                   |
| 1934년                | 8강                          | 8위                          | 2                            | 1                            | 0                            | 1                            | 4                            | 4                            | 3                            | 2                                      | 2                                      | 0                                      | 0                                      | 8                                      | 2                                      | 6                                      |
| 1938년                | 4강                          | 4위                          | 3                            | 1                            | 0                            | 2                            | 11                           | 9                            | 3                            | 3                                      | 2                                      | 0                                      | 1                                      | 11                                     | 7                                      | 6                                      |
| 1950년                | 4강                          | 3위                          | 5                            | 2                            | 1                            | 2                            | 11                           | 15                           | 7                            | 3                                      | 3                                      | 0                                      | 0                                      | 14                                     | 3                                      | 9                                      |
| 1954년                | 지역 예선 탈락               | 지역 예선 탈락               | 지역 예선 탈락               | 지역 예선 탈락               | 지역 예선 탈락               | 지역 예선 탈락               | 지역 예선 탈락               | 지역 예선 탈락               | 지역 예선 탈락               | 4                                      | 1                                      | 1                                      | 2                                      | 9                                      | 8                                      | 1                                      |
| 1958년                | 준우승                       | 2위                          | 6                            | 4                            | 1                            | 1                            | 12                           | 7                            | 13                           | 자동참가(개최국)                       | 자동참가(개최국)                       | 자동참가(개최국)                       | 자동참가(개최국)                       | 자동참가(개최국)                       | 자동참가(개최국)                       | 자동참가(개최국)                       |
| 1962년                | 지역 예선 탈락               | 지역 예선 탈락               | 지역 예선 탈락               | 지역 예선 탈락               | 지역 예선 탈락               | 지역 예선 탈락               | 지역 예선 탈락               | 지역 예선 탈락               | 지역 예선 탈락               | 5                                      | 3                                      | 0                                      | 2                                      | 11                                     | 5                                      | 9                                      |
| 1966년                | 지역 예선 탈락               | 지역 예선 탈락               | 지역 예선 탈락               | 지역 예선 탈락               | 지역 예선 탈락               | 지역 예선 탈락               | 지역 예선 탈락               | 지역 예선 탈락               | 지역 예선 탈락               | 4                                      | 2                                      | 1                                      | 1                                      | 10                                     | 3                                      | 7                                      |
| 1970년                | 조별리그                     | 9위                          | 3                            | 1                            | 1                            | 1                            | 2                            | 2                            | 4                            | 4                                      | 3                                      | 0                                      | 1                                      | 12                                     | 5                                      | 9                                      |
| 1974년                | 8강                          | 5위                          | 6                            | 2                            | 2                            | 2                            | 7                            | 6                            | 8                            | 7                                      | 4                                      | 2                                      | 1                                      | 17                                     | 9                                      | 14                                     |
| 1978년                | 조별리그                     | 13위                         | 3                            | 0                            | 1                            | 2                            | 1                            | 3                            | 1                            | 4                                      | 3                                      | 0                                      | 1                                      | 7                                      | 4                                      | 9                                      |
| 1982년                | 지역 예선 탈락               | 지역 예선 탈락               | 지역 예선 탈락               | 지역 예선 탈락               | 지역 예선 탈락               | 지역 예선 탈락               | 지역 예선 탈락               | 지역 예선 탈락               | 지역 예선 탈락               | 8                                      | 3                                      | 2                                      | 3                                      | 7                                      | 8                                      | 11                                     |
| 1986년                | 지역 예선 탈락               | 지역 예선 탈락               | 지역 예선 탈락               | 지역 예선 탈락               | 지역 예선 탈락               | 지역 예선 탈락               | 지역 예선 탈락               | 지역 예선 탈락               | 지역 예선 탈락               | 8                                      | 4                                      | 1                                      | 3                                      | 14                                     | 9                                      | 13                                     |
| 1990년                | 조별리그                     | 21위                         | 3                            | 0                            | 0                            | 3                            | 3                            | 6                            | 0                            | 6                                      | 4                                      | 2                                      | 0                                      | 9                                      | 3                                      | 14                                     |
| 1994년                | 4강                          | 3위                          | 7                            | 3                            | 3                            | 1                            | 15                           | 8                            | 12                           | 10                                     | 6                                      | 3                                      | 1                                      | 19                                     | 8                                      | 21                                     |
| 1998년                | 지역 예선 탈락               | 지역 예선 탈락               | 지역 예선 탈락               | 지역 예선 탈락               | 지역 예선 탈락               | 지역 예선 탈락               | 지역 예선 탈락               | 지역 예선 탈락               | 지역 예선 탈락               | 10                                     | 7                                      | 0                                      | 3                                      | 16                                     | 9                                      | 21                                     |
| 2002년                | 16강                         | 16위                         | 4                            | 1                            | 1                            | 2                            | 6                            | 7                            | 4                            | 10                                     | 8                                      | 2                                      | 0                                      | 20                                     | 3                                      | 26                                     |
| 2006년                | 16강                         | 14위                         | 5                            | 2                            | 1                            | 2                            | 5                            | 7                            | 7                            | 10                                     | 8                                      | 0                                      | 2                                      | 30                                     | 4                                      | 24                                     |
| 2010년                | 지역 예선 탈락               | 지역 예선 탈락               | 지역 예선 탈락               | 지역 예선 탈락               | 지역 예선 탈락               | 지역 예선 탈락               | 지역 예선 탈락               | 지역 예선 탈락               | 지역 예선 탈락               | 10                                     | 5                                      | 3                                      | 2                                      | 13                                     | 5                                      | 18                                     |
| 2014년                | 지역 예선 탈락               | 지역 예선 탈락               | 지역 예선 탈락               | 지역 예선 탈락               | 지역 예선 탈락               | 지역 예선 탈락               | 지역 예선 탈락               | 지역 예선 탈락               | 지역 예선 탈락               | 12                                     | 6                                      | 2                                      | 4                                      | 21                                     | 18                                     | 20                                     |
| 2018년                | 8강                          | 7위                          | 5                            | 3                            | 0                            | 2                            | 6                            | 4                            | 9                            | 12                                     | 7                                      | 2                                      | 3                                      | 27                                     | 9                                      | 23                                     |
| 2022년                | 지역 예선 탈락               | 지역 예선 탈락               | 지역 예선 탈락               | 지역 예선 탈락               | 지역 예선 탈락               | 지역 예선 탈락               | 지역 예선 탈락               | 지역 예선 탈락               | 지역 예선 탈락               | 8                                      | 5                                      | 0                                      | 3                                      | 12                                     | 6                                      | 15                                     |
| 합계                  | 12회 진출(12/21)             | 준우승(1회)                  | 51                           | 19                           | 13                           | 19                           | 80                           | 73                           | 70                           | 132                                    | 81                                     | 21                                     | 30                                     | 275                                    | 122                                    | 264                                    |
| 순위                  | FIFA 월드컵 역대 순위 : 10위 | FIFA 월드컵 역대 순위 : 10위 | FIFA 월드컵 역대 순위 : 10위 | FIFA 월드컵 역대 순위 : 10위 | FIFA 월드컵 역대 순위 : 10위 | FIFA 월드컵 역대 순위 : 10위 | FIFA 월드컵 역대 순위 : 10위 | FIFA 월드컵 역대 순위 : 10위 | FIFA 월드컵 역대 순위 : 10위 | 월드컵 예선 승점 순위 : 9위 (유럽 3위) | 월드컵 예선 승점 순위 : 9위 (유럽 3위) | 월드컵 예선 승점 순위 : 9위 (유럽 3위) | 월드컵 예선 승점 순위 : 9위 (유럽 3위) | 월드컵 예선 승점 순위 : 9위 (유럽 3위) | 월드컵 예선 승점 순위 : 9위 (유럽 3위) | 월드컵 예선 승점 순위 : 9위 (유럽 3위) |

### UEFA 유럽 축구 선수권 대회
| UEFA 유로컵 본선 기록 | UEFA 유로컵 본선 기록                  | UEFA 유로컵 본선 기록                  | UEFA 유로컵 본선 기록                  | UEFA 유로컵 본선 기록                  | UEFA 유로컵 본선 기록                  | UEFA 유로컵 본선 기록                  | UEFA 유로컵 본선 기록                  | UEFA 유로컵 본선 기록                  | UEFA 유로컵 본선 기록                  | UEFA 유로컵 예선 기록     | UEFA 유로컵 예선 기록     | UEFA 유로컵 예선 기록     | UEFA 유로컵 예선 기록     | UEFA 유로컵 예선 기록     | UEFA 유로컵 예선 기록     | UEFA 유로컵 예선 기록     |
| 년도                  | 결과                                   | 순위                                   | 경기                                   | 승                                     | 무*                                    | 패                                     | 득점                                   | 실점                                   | 승점                                   | 경기                      | 승                        | 무*                       | 패                        | 득점                      | 실점                      | 승점                      |
| --------------------- | -------------------------------------- | -------------------------------------- | -------------------------------------- | -------------------------------------- | -------------------------------------- | -------------------------------------- | -------------------------------------- | -------------------------------------- | -------------------------------------- | ------------------------- | ------------------------- | ------------------------- | ------------------------- | ------------------------- | ------------------------- | ------------------------- |
| 1960년                | 불참                                   | 불참                                   | 불참                                   | 불참                                   | 불참                                   | 불참                                   | 불참                                   | 불참                                   | 불참                                   | 불참                      | 불참                      | 불참                      | 불참                      | 불참                      | 불참                      | 불참                      |
| 1964년                | 예선 탈락                              | 예선 탈락                              | 예선 탈락                              | 예선 탈락                              | 예선 탈락                              | 예선 탈락                              | 예선 탈락                              | 예선 탈락                              | 예선 탈락                              | 6                         | 2                         | 3                         | 1                         | 8                         | 7                         | 9                         |
| 1968년                | 예선 탈락                              | 예선 탈락                              | 예선 탈락                              | 예선 탈락                              | 예선 탈락                              | 예선 탈락                              | 예선 탈락                              | 예선 탈락                              | 예선 탈락                              | 6                         | 2                         | 1                         | 3                         | 9                         | 12                        | 7                         |
| 1972년                | 예선 탈락                              | 예선 탈락                              | 예선 탈락                              | 예선 탈락                              | 예선 탈락                              | 예선 탈락                              | 예선 탈락                              | 예선 탈락                              | 예선 탈락                              | 6                         | 2                         | 2                         | 2                         | 3                         | 5                         | 8                         |
| 1976년                | 예선 탈락                              | 예선 탈락                              | 예선 탈락                              | 예선 탈락                              | 예선 탈락                              | 예선 탈락                              | 예선 탈락                              | 예선 탈락                              | 예선 탈락                              | 6                         | 3                         | 0                         | 3                         | 8                         | 9                         | 9                         |
| 1980년                | 예선 탈락                              | 예선 탈락                              | 예선 탈락                              | 예선 탈락                              | 예선 탈락                              | 예선 탈락                              | 예선 탈락                              | 예선 탈락                              | 예선 탈락                              | 6                         | 1                         | 2                         | 3                         | 9                         | 13                        | 5                         |
| 1984년                | 예선 탈락                              | 예선 탈락                              | 예선 탈락                              | 예선 탈락                              | 예선 탈락                              | 예선 탈락                              | 예선 탈락                              | 예선 탈락                              | 예선 탈락                              | 8                         | 5                         | 1                         | 2                         | 14                        | 5                         | 16                        |
| 1988년                | 예선 탈락                              | 예선 탈락                              | 예선 탈락                              | 예선 탈락                              | 예선 탈락                              | 예선 탈락                              | 예선 탈락                              | 예선 탈락                              | 예선 탈락                              | 8                         | 4                         | 2                         | 2                         | 12                        | 5                         | 14                        |
| 1992년                | 4강                                    | 4위                                    | 4                                      | 2                                      | 1                                      | 1                                      | 6                                      | 5                                      | 7                                      | 자동참가(개최국)          | 자동참가(개최국)          | 자동참가(개최국)          | 자동참가(개최국)          | 자동참가(개최국)          | 자동참가(개최국)          | 자동참가(개최국)          |
| 1996년                | 예선 탈락                              | 예선 탈락                              | 예선 탈락                              | 예선 탈락                              | 예선 탈락                              | 예선 탈락                              | 예선 탈락                              | 예선 탈락                              | 예선 탈락                              | 8                         | 2                         | 3                         | 3                         | 9                         | 10                        | 9                         |
| 2000년                | 조별리그                               | 14위                                   | 3                                      | 0                                      | 1                                      | 2                                      | 2                                      | 4                                      | 1                                      | 8                         | 7                         | 1                         | 0                         | 10                        | 1                         | 22                        |
| 2004년                | 8강                                    | 7위                                    | 4                                      | 1                                      | 3                                      | 0                                      | 8                                      | 3                                      | 6                                      | 8                         | 5                         | 2                         | 1                         | 19                        | 3                         | 17                        |
| 2008년                | 조별리그                               | 9위                                    | 3                                      | 1                                      | 0                                      | 2                                      | 3                                      | 4                                      | 3                                      | 12                        | 8                         | 2                         | 2                         | 23                        | 9                         | 26                        |
| 2012년                | 조별리그                               | 11위                                   | 3                                      | 1                                      | 0                                      | 2                                      | 5                                      | 5                                      | 3                                      | 10                        | 8                         | 0                         | 2                         | 31                        | 11                        | 24                        |
| 2016년                | 조별리그                               | 20위                                   | 3                                      | 0                                      | 1                                      | 2                                      | 1                                      | 3                                      | 1                                      | 12                        | 6                         | 4                         | 2                         | 19                        | 12                        | 22                        |
| 2020년                | 16강                                   | 10위                                   | 4                                      | 2                                      | 1                                      | 1                                      | 5                                      | 4                                      | 7                                      | 10                        | 6                         | 3                         | 1                         | 23                        | 9                         | 21                        |
| 2024년                | 예선 탈락                              | 예선 탈락                              | 예선 탈락                              | 예선 탈락                              | 예선 탈락                              | 예선 탈락                              | 예선 탈락                              | 예선 탈락                              | 예선 탈락                              |                           |                           |                           |                           |                           |                           |                           |
| 합계                  | 7회 진출(7/16)                         | 4강(1회)                               | 20                                     | 5                                      | 6                                      | 9                                      | 25                                     | 24                                     | 21                                     | 114                       | 61                        | 26                        | 27                        | 197                       | 111                       | 209                       |
| 순위                  | UEFA 유럽 축구 선수권 대회 순위 : 13위 | UEFA 유럽 축구 선수권 대회 순위 : 13위 | UEFA 유럽 축구 선수권 대회 순위 : 13위 | UEFA 유럽 축구 선수권 대회 순위 : 13위 | UEFA 유럽 축구 선수권 대회 순위 : 13위 | UEFA 유럽 축구 선수권 대회 순위 : 13위 | UEFA 유럽 축구 선수권 대회 순위 : 13위 | UEFA 유럽 축구 선수권 대회 순위 : 13위 | UEFA 유럽 축구 선수권 대회 순위 : 13위 | 유로 예선 승점 순위: 12위 | 유로 예선 승점 순위: 12위 | 유로 예선 승점 순위: 12위 | 유로 예선 승점 순위: 12위 | 유로 예선 승점 순위: 12위 | 유로 예선 승점 순위: 12위 | 유로 예선 승점 순위: 12위 |

### 하계 올림픽
| 올림픽 축구 기록 | 올림픽 축구 기록 | 올림픽 축구 기록 | 올림픽 축구 기록 | 올림픽 축구 기록 | 올림픽 축구 기록 | 올림픽 축구 기록 | 올림픽 축구 기록 | 올림픽 축구 기록 | 올림픽 축구 기록 |
| 년도             | 결과             | 순위             | 경기             | 승               | 무*              | 패               | 득점             | 실점             | 승점             |
| ---------------- | ---------------- | ---------------- | ---------------- | ---------------- | ---------------- | ---------------- | ---------------- | ---------------- | ---------------- |
| 1900년           | 불참             | 불참             | 불참             | 불참             | 불참             | 불참             | 불참             | 불참             | 불참             |
| 1904년           | 불참             | 불참             | 불참             | 불참             | 불참             | 불참             | 불참             | 불참             | 불참             |
| 1908년           | 4강              | 4위              | 2                | 0                | 0                | 2                | 1                | 14               | 0                |
| 1912년           | 1라운드          | 9위              | 2                | 0                | 0                | 2                | 3                | 5                | 0                |
| 1920년           | 8강              | 6위              | 3                | 1                | 0                | 2                | 14               | 7                | 3                |
| 1924년           | 동메달           | 3위              | 5                | 3                | 1                | 1                | 18               | 5                | 10               |
| 1928년           | 불참             | 불참             | 불참             | 불참             | 불참             | 불참             | 불참             | 불참             | 불참             |
| 1936년           | 1라운드          | 9위              | 1                | 0                | 0                | 1                | 2                | 3                | 0                |
| 1948년           | 금메달           | 우승             | 4                | 4                | 0                | 0                | 22               | 3                | 12               |
| 1952년           | 동메달           | 3위              | 4                | 3                | 0                | 1                | 9                | 8                | 9                |
| 1956년           | 불참             | 불참             | 불참             | 불참             | 불참             | 불참             | 불참             | 불참             | 불참             |
| 1960년           | 불참             | 불참             | 불참             | 불참             | 불참             | 불참             | 불참             | 불참             | 불참             |
| 1964년           | 진출 실패        | 진출 실패        | 진출 실패        | 진출 실패        | 진출 실패        | 진출 실패        | 진출 실패        | 진출 실패        | 진출 실패        |
| 1968년           | 불참             | 불참             | 불참             | 불참             | 불참             | 불참             | 불참             | 불참             | 불참             |
| 1972년           | 불참             | 불참             | 불참             | 불참             | 불참             | 불참             | 불참             | 불참             | 불참             |
| 1976년           | 불참             | 불참             | 불참             | 불참             | 불참             | 불참             | 불참             | 불참             | 불참             |
| 1980년           | 불참             | 불참             | 불참             | 불참             | 불참             | 불참             | 불참             | 불참             | 불참             |
| 1984년           | 불참             | 불참             | 불참             | 불참             | 불참             | 불참             | 불참             | 불참             | 불참             |
| 1988년           | 8강              | 6위              | 4                | 2                | 1                | 1                | 7                | 5                | 7                |
| 1992년           | 8강              | 6위              | 4                | 1                | 2                | 1                | 6                | 3                | 5                |
| 1996년           | 진출 실패        | 진출 실패        | 진출 실패        | 진출 실패        | 진출 실패        | 진출 실패        | 진출 실패        | 진출 실패        | 진출 실패        |
| 2000년           | 진출 실패        | 진출 실패        | 진출 실패        | 진출 실패        | 진출 실패        | 진출 실패        | 진출 실패        | 진출 실패        | 진출 실패        |
| 2004년           | 진출 실패        | 진출 실패        | 진출 실패        | 진출 실패        | 진출 실패        | 진출 실패        | 진출 실패        | 진출 실패        | 진출 실패        |
| 2008년           | 진출 실패        | 진출 실패        | 진출 실패        | 진출 실패        | 진출 실패        | 진출 실패        | 진출 실패        | 진출 실패        | 진출 실패        |
| 2012년           | 진출 실패        | 진출 실패        | 진출 실패        | 진출 실패        | 진출 실패        | 진출 실패        | 진출 실패        | 진출 실패        | 진출 실패        |
| 2016년           | 조별리그         | 15위             | 3                | 0                | 1                | 2                | 2                | 4                | 1                |
| 합계             | 10회 진출(10/26) | 금메달(1회)      | 32               | 14               | 5                | 13               | 84               | 57               | 47               |

### 노르딕 축구 선수권 대회 기록
- 1924-28 - 준우승
- 1929-32 - 준우승
- 1933-36 - 우승
- 1937-47 - 우승
- 1948-51 - 우승
- 1952-55 - 우승
- 1956-59 - 우승
- 1960-63 - 우승
- 1964-67 - 우승
- 1968-71 - 우승
- 1972-77 - 우승
- 1978-80 - 준우승
- 1981-83 - 준우승
- 2000-01 - 5위

## 선수

### 현재 선수 명단
다음 선수들은 2023년 3월 24일과 3월 27일  벨기에와  아제르바이잔과의 UEFA 유로 2024 예선에 출전하는 명단이다.
출장 수와 골 수 기준: 2023년 1월 12일  아이슬란드전 이후
| 번호 | 위치 | 선수                    | 생년월일 (나이)        | 출전 | 득점 | 소속                |
| ---- | ---- | ----------------------- | ---------------------- | ---- | ---- | ------------------- |
| 1    | GK   | 로빈 올센               | 1990년 1월 8일(35세)   | 63   | 0    | 애스턴 빌라         |
| 12   | GK   | 빅토르 요한손           | 1998년 9월 14일(26세)  | 0    | 0    | 로더럼 유나이티드   |
| 23   | GK   | 크리스토페르 노르드펠트 | 1989년 6월 23일(36세)  | 16   | 0    | AIK                 |
|      |      |                         |                        |      |      |                     |
| 2    | DF   | 에밀 홀름               | 2000년 5월 13일(25세)  | 2    | 0    | 스페치아            |
| 3    | DF   | 빅토르 린델뢰프 (주장)  | 1994년 7월 17일(31세)  | 56   | 3    | 맨체스터 유나이티드 |
| 4    | DF   | 이사크 히엔             | 1999년 1월 13일(26세)  | 4    | 0    | 엘라스 베로나       |
| 5    | DF   | 가브리엘 구드문드손     | 1999년 4월 29일(26세)  | 2    | 0    | 릴                  |
| 6    | DF   | 루드비그 아우구스틴손   | 1994년 4월 21일(31세)  | 50   | 2    | 마요르카            |
| 14   | DF   | 얄마르 에크달           | 1998년 10월 21일(26세) | 3    | 0    | 번리                |
| 15   | DF   | 카를 스타르펠트         | 1995년 6월 1일(30세)   | 5    | 0    | 셀틱                |
| 18   | DF   | 요엘 안데르손           | 1996년 11월 11일(28세) | 9    | 0    | 미트윌란            |
| 24   | DF   | 에드빈 쿠르툴루스       | 2000년 3월 5일(25세)   | 3    | 0    | 함마르뷔 IF         |
|      |      |                         |                        |      |      |                     |
| 7    | MF   | 빅토르 클라에손         | 1992년 1월 2일(33세)   | 65   | 13   | 코펜하겐            |
| 8    | MF   | 알빈 에크달             | 1989년 7월 28일(36세)  | 66   | 0    | 스페치아            |
| 10   | MF   | 에밀 포르스베리         | 1991년 10월 23일(33세) | 78   | 19   | RB 라이프치히       |
| 13   | MF   | 예스페르 카를손         | 1998년 7월 25일(27세)  | 8    | 0    | AZ                  |
| 17   | MF   | 예스페르 카를스트룀     | 1995년 6월 21일(30세)  | 10   | 0    | 레흐 포즈난         |
| 19   | MF   | 마티아스 스반베리       | 1999년 1월 5일(26세)   | 25   | 2    | VfL 볼프스부르크    |
| 20   | MF   | 크리스토페르 올손       | 1995년 6월 30일(30세)  | 43   | 0    | 미트윌란            |
| 25   | MF   | 안토니 엘랑가           | 2002년 4월 27일(23세)  | 9    | 1    | 맨체스터 유나이티드 |
| 26   | MF   | 사무엘 구스타프손       | 1995년 1월 11일(30세)  | 4    | 0    | BK 헤켄             |
|      |      |                         |                        |      |      |                     |
| 9    | FW   | 알렉산데르 이사크       | 1999년 9월 21일(25세)  | 37   | 9    | 뉴캐슬 유나이티드   |
| 11   | FW   | 즐라탄 이브라히모비치   | 1981년 10월 3일(43세)  | 121  | 62   | 밀란                |
| 16   | FW   | 빅토르 요케레시         | 1998년 6월 4일(27세)   | 11   | 2    | 코번트리 시티       |
| 21   | FW   | 데얀 쿨루셰프스키       | 2000년 4월 25일(25세)  | 27   | 2    | 토트넘 홋스퍼       |
| 22   | FW   | 로빈 콰이손             | 1993년 10월 9일(31세)  | 46   | 12   | 알이티파크          |

### 최근 차출 명단
| 위치 | 선수                      | 생년월일 (나이)        | 출전 | 득점 | 소속                   | 최근 소집                     |
| ---- | ------------------------- | ---------------------- | ---- | ---- | ---------------------- | ----------------------------- |
| GK   | 올리베르 도빈             | 2002년 7월 11일(23세)  | 1    | 0    | 함마르뷔 IF            | 2023년 1월 12일, 아이슬란드전 |
| GK   | 레오폴드 발스테트         | 1999년 7월 4일(26세)   | 1    | 0    | 오드 BK                | 2023년 1월 12일, 아이슬란드전 |
| GK   | 야콥 비델 제테르스트룀    | 1998년 7월 11일(27세)  | 1    | 0    | 유르고르덴 IF          | 2023년 1월 12일, 아이슬란드전 |
| GK   | 안드레아스 린데           | 1993년 7월 24일(32세)  | 1    | 0    | 그로이터 퓌르트        | 2022년 11월 19일, 알제리전    |
| GK   | 야콥 린네                 | 1993년 6월 20일(32세)  | 3    | 0    | 알파테                 | 2022년 6월 12일, 노르웨이전   |
|      |                           |                        |      |      |                        |                               |
| DF   | 엘리아스 안데르손         | 1996년 1월 31일(29세)  | 1    | 1    | 유르고르덴 IF          | 2023년 1월 12일, 아이슬란드전 |
| DF   | 안드레 보만               | 2001년 11월 15일(23세) | 1    | 0    | IF 엘프스보리          | 2023년 1월 12일, 아이슬란드전 |
| DF   | 빅토르 에릭손             | 2000년 9월 17일(24세)  | 1    | 0    | IFK 베르나모           | 2023년 1월 12일, 아이슬란드전 |
| DF   | 구스타프 라게르비엘케     | 2000년 4월 10일(25세)  | 1    | 0    | IF 엘프스보리          | 2023년 1월 12일, 아이슬란드전 |
| DF   | 조 멘데스                 | 2002년 12월 31일(22세) | 1    | 0    | 브라가                 | 2023년 1월 12일, 아이슬란드전 |
| DF   | 노아 페르손               | 2003년 7월 16일(22세)  | 1    | 0    | 미엘뷔 AIF             | 2023년 1월 12일, 아이슬란드전 |
| DF   | 요한 봉스보               | 2003년 2월 10일(22세)  | 0    | 0    | IFK 예테보리           | 2023년 1월 12일, 아이슬란드전 |
| DF   | 필리프 다게르스톨         | 1997년 2월 1일(28세)   | 2    | 0    | 레흐 포즈난            | 2022년 11월 19일, 알제리전    |
| DF   | 아이함 우수               | 2000년 1월 9일(25세)   | 1    | 0    | 슬라비아 프라하        | 2022년 11월 19일, 알제리전    |
| DF   | 마르틴 올손               | 1988년 5월 17일(37세)  | 55   | 5    | 말뫼 FF                | 2022년 9월 27일, 엘살바도르전 |
| DF   | 다니엘 순드그렌           | 1990년 11월 22일(34세) | 2    | 0    | 마카비 하이파          | 2022년 9월 27일, 엘살바도르전 |
| DF   | 에밀 크라프트             | 1994년 8월 2일(31세)   | 42   | 0    | 뉴캐슬 유나이티드      | 2022년 6월 12일, 노르웨이전   |
| DF   | 요아킴 닐손               | 1994년 2월 6일(31세)   | 14   | 0    | 세인트루이스 시티      | 2022년 6월 12일, 노르웨이전   |
| DF   | 알렉산데르 밀로셰비치     | 1992년 1월 30일(33세)  | 9    | 0    | AIK                    | 2022년 6월 12일, 노르웨이전   |
| DF   | 소티리오스 파파야노풀로스 | 1990년 9월 5일(34세)   | 5    | 0    | AIK                    | 2022년 6월 12일, 노르웨이전   |
| DF   | 파블레 바기치             | 2000년 1월 24일(25세)  | 0    | 0    | 함마르뷔 IF            | 2022년 6월 12일, 노르웨이전   |
|      |                           |                        |      |      |                        |                               |
| MF   | 야신 아야리               | 2003년 10월 6일(21세)  | 2    | 0    | 브라이턴 & 호브 앨비언 | 2023년 1월 12일, 아이슬란드전 |
| MF   | 시몬 구스타프손           | 1995년 1월 11일(30세)  | 2    | 0    | BK 헤켄                | 2023년 1월 12일, 아이슬란드전 |
| MF   | 카를 구스타프손           | 2000년 3월 18일(25세)  | 2    | 0    | 칼마르 FF              | 2023년 1월 12일, 아이슬란드전 |
| MF   | 빌랄 후세인               | 2000년 4월 22일(25세)  | 2    | 0    | AIK                    | 2023년 1월 12일, 아이슬란드전 |
| MF   | 세바스티안 나나시         | 2002년 5월 16일(23세)  | 2    | 0    | 말뫼 FF                | 2023년 1월 12일, 아이슬란드전 |
| MF   | 야콥 온드레이카           | 2002년 9월 2일(22세)   | 1    | 1    | IF 엘프스보리          | 2023년 1월 12일, 아이슬란드전 |
| MF   | 알렉산데르 베른하르드손   | 1998년 9월 8일(26세)   | 1    | 0    | IF 엘프스보리          | 2023년 1월 12일, 아이슬란드전 |
| MF   | 아르민 기고비치           | 2002년 4월 6일(23세)   | 1    | 0    | 미트윌란               | 2023년 1월 12일, 아이슬란드전 |
| MF   | 후고 라르손               | 2004년 6월 27일(21세)  | 1    | 0    | 말뫼 FF                | 2023년 1월 12일, 아이슬란드전 |
| MF   | 함푸스 핀델               | 2000년 6월 6일(25세)   | 0    | 0    | 유르고르덴 IF          | 2023년 1월 12일, 아이슬란드전 |
| MF   | 마르쿠스 로덴             | 1991년 5월 11일(34세)  | 17   | 2    | 프로시노네             | 2022년 11월 19일, 알제리전    |
| MF   | 켄 세마                   | 1993년 9월 30일(31세)  | 14   | 0    | 왓퍼드                 | 2022년 11월 19일, 알제리전    |
| MF   | 마그누스 에릭손           | 1990년 4월 8일(35세)   | 4    | 0    | 유르고르덴 IF          | 2022년 11월 19일, 알제리전    |
| MF   | 옌스 카유스테             | 1999년 8월 10일(25세)  | 14   | 0    | 랭스                   | 2022년 9월 27일, 엘살바도르전 |
| MF   | 파트리크 볼레마르크       | 2001년 10월 14일(23세) | 0    | 0    | 페예노르트             | 2022년 9월 27일, 엘살바도르전 |
| MF   | 케림 므랍티               | 1994년 5월 20일(31세)  | 3    | 0    | 메헬렌                 | 2022년 6월 12일, 노르웨이전   |
|      |                           |                        |      |      |                        |                               |
| FW   | 크리스토페르 니만         | 1992년 10월 5일(32세)  | 11   | 2    | IFK 노르셰핑           | 2023년 1월 12일, 아이슬란드전 |
| FW   | 요엘 아소로               | 1999년 4월 27일(26세)  | 2    | 1    | 유르고르덴 IF          | 2023년 1월 12일, 아이슬란드전 |
| FW   | 오마르 파라지             | 2002년 3월 9일(23세)   | 2    | 0    | AIK                    | 2023년 1월 12일, 아이슬란드전 |
| FW   | 무스타파 제이덴           | 1998년 6월 7일(27세)   | 2    | 0    | 말뫼 FF                | 2023년 1월 12일, 아이슬란드전 |
| FW   | 빅토르 에드바르드센       | 1996년 1월 14일(29세)  | 1    | 0    | 유르고르덴 IF          | 2023년 1월 12일, 아이슬란드전 |
| FW   | 알렉산데르 예레메예프     | 1993년 10월 12일(31세) | 1    | 0    | 레바디아코스           | 2023년 1월 12일, 아이슬란드전 |
| FW   | 미카엘 이샤크             | 1993년 3월 31일(32세)  | 7    | 1    | 레흐 포즈난            | 2022년 11월 19일, 알제리전    |
| FW   | 브라니미르 흐르고타       | 1993년 1월 12일(32세)  | 3    | 0    | 그로이터 퓌르트        | 2022년 6월 12일, 노르웨이전   |

## 최근 대표팀 결과 및 일정
승
  무
  패

### 2022년
| UEFA 네이션스리그 2022년 6월 2일 | 슬로베니아 | 0 - 2 | 스웨덴                                     | 슬로바니아, 류블랴나                                     |  |  |
| 20:45 UTC+2                      |            |       | 포르스베리 39′ (페널티) · 쿨루셰프스키 88′ | 경기장: 스타디온 스토지체 관중 수: 5,123 심판: 루디 부케 |  |  |
|                                  |            |       |                                            |                                                          |  |  |

| UEFA 네이션스리그 2022년 6월 5일 | 스웨덴       | 1 - 2 | 노르웨이                 | 스웨덴, 솔나                                              |  |  |
| 20:45 UTC+2                      | 엘랑가 90+2′ |       | 홀란드 20′ (페널티), 69′ | 경기장: 프렌즈 아레나 관중 수: 42,320 심판: 앤서니 테일러 |  |  |
|                                  |              |       |                          |                                                           |  |  |

| UEFA 네이션스리그 2022년 6월 9일 | 스웨덴 | 0 - 1 | 세르비아     | 스웨덴, 솔나                                              |  |  |
| 20:45 UTC+2                      |        |       | 요비치 45+3′ | 경기장: 프렌즈 아레나 관중 수: 24,123 심판: 로런스 비세르 |  |  |
|                                  |        |       |              |                                                           |  |  |

| UEFA 네이션스리그 2022년 6월 12일 | 노르웨이                              | 3 - 2 | 스웨덴                          | 노르웨이, 오슬로                                            |  |  |
| 18:00 UTC+2                       | 홀란드 10′, 54′ (페널티) · 쇨로트 77′ |       | 포르스베리 62′ · 요케레시 90+5′ | 경기장: 울레볼 스타디온 관중 수: 24,273 심판: 하름 오스머스 |  |  |
|                                   |                                       |       |                                 |                                                             |  |  |

| UEFA 네이션스리그 2022년 9월 24일 | 세르비아                                   | 4 - 1 | 스웨덴       | 세르비아, 베오그라드                                                       |  |  |
| 20:45 UTC+2                       | A. 미트로비치 18′, 45+1′, 48′ · 루키치 70′ |       | 클라에손 15′ | 경기장: 스타디온 츠르베나 즈베즈다 관중 수: 14,122 심판: 게오르기 카바코프 |  |  |
|                                   |                                            |       |              |                                                                            |  |  |

| UEFA 네이션스리그 2022년 9월 27일 | 스웨덴         | 1 - 1 | 슬로베니아 | 스웨덴, 솔나                                                |  |  |
| 20:45 UTC+2                       | 포르스베리 42′ |       | 셰슈코 28′ | 경기장: 프렌즈 아레나 관중 수: 22,895 심판: 펠릭스 즈와이어 |  |  |
|                                   |                |       |            |                                                             |  |  |

| 친선 경기 2022년 11월 16일 | 멕시코   | 1 - 2 | 스웨덴                  | 스페인, 지로나                                                    |  |  |
| 20:30 UTC+1                | 베가 60′ |       | 로덴 54′ · 스반베리 84′ | 경기장: 에스타디 몬틸리비 관중 수: 5,395 심판: 세사르 소토 그라도 |  |  |
|                            |          |       |                         |                                                                   |  |  |

| 친선 경기 2022년 11월 19일 | 스웨덴                                   | 2 - 0 | 알제리 | 스웨덴, 말뫼                                                  |  |  |
| 20:30 UTC+1                | 포르스베리 45+3′ (페널티) · 클라에손 47′ |       |        | 경기장: 엘레다 스타디온 관중 수: 13,846 심판: 에스펜 에스카스 |  |  |
|                            |                                          |       |        |                                                               |  |  |

### 2023년
| 친선 경기 2023년 1월 9일 | 스웨덴                  | 2 - 0 | 핀란드 | 포르투갈, 파루/롤레                               |  |  |
| 18:45 UTC+0              | 니만 38′ · 아소로 90+3′ |       |        | 경기장: 이스타디우 알가르브 심판: 비토르 페헤이라 |  |  |
|                          |                         |       |        |                                                   |  |  |

| 친선 경기 2023년 1월 12일 | 스웨덴                          | 2 - 1 | 아이슬란드     | 포르투갈, 파루/롤레                                          |  |  |
| 18:00 UTC+0               | 안데르손 85′ · 온드레이카 90+4′ |       | 그뷔드욘센 30′ | 경기장: 이스타디우 알가르브 관중 수: 212 심판: 루이스 고디뉴 |  |  |
|                           |                                 |       |                |                                                              |  |  |

| UEFA 유로 2024 예선 2023년 3월 24일 | 스웨덴 | 0 - 3 | 벨기에               | 스웨덴, 솔나                                              |  |  |
| 20:45 UTC+1                         |        |       | 루카쿠 35′, 49′, 83′ | 경기장: 프렌즈 아레나 관중 수: 49,296 심판: 오렐 그린펠드 |  |  |
|                                     |        |       |                      |                                                           |  |  |

| UEFA 유로 2024 예선 2023년 3월 27일 | 스웨덴                                                                            | 5 - 0 | 아제르바이잔 | 스웨덴, 솔나                                                  |  |  |
| 20:45 UTC+2                         | 포르스베리 38′ · 무스타파자데 65′ (자책골) · 요케레시 79′ · 칼손 88′ · 엘랑가 89′ |       |              | 경기장: 프렌즈 아레나 관중 수: 23,674 심판: 스테파니 프라파르 |  |  |
|                                     |                                                                                   |       |              |                                                               |  |  |

| 친선 경기 2023년 6월 16일 | 스웨덴 | v | 뉴질랜드 | 스웨덴, 솔나          |  |  |
| 19:00 UTC+1               |        |   |          | 경기장: 프렌즈 아레나 |  |  |
|                           |        |   |          |                       |  |  |

| UEFA 유로 2024 예선 2023년 6월 20일 | 오스트리아 | v | 스웨덴 | 오스트리아, 빈                 |  |  |
| 20:45 UTC+2                         |            |   |        | 경기장: 에른스트 하펠 슈타디온 |  |  |
|                                     |            |   |        |                                |  |  |

| UEFA 유로 2024 예선 2023년 9월 9일 | 에스토니아 | v | 스웨덴 | 에스토니아, 탈린          |  |  |
| 21:45 UTC+3                        |            |   |        | 경기장: 릴레퀼라 스타디움 |  |  |
|                                    |            |   |        |                           |  |  |

| UEFA 유로 2024 예선 2023년 9월 12일 | 스웨덴 | v | 오스트리아 | 스웨덴, 솔나          |  |  |
| 20:45 UTC+2                         |        |   |            | 경기장: 프렌즈 아레나 |  |  |
|                                     |        |   |            |                       |  |  |

| 친선 경기 2023년 10월 12일 | 스웨덴 | v | 몰도바 | 스웨덴, 솔나          |  |  |
|                            |        |   |        | 경기장: 프렌즈 아레나 |  |  |
|                            |        |   |        |                       |  |  |

| UEFA 유로 2024 예선 2023년 10월 16일 | 벨기에 | v | 스웨덴 | 벨기에, 브뤼셀             |  |  |
| 20:45 UTC+2                          |        |   |        | 경기장: 보두앵 국왕 경기장 |  |  |
|                                      |        |   |        |                            |  |  |

| UEFA 유로 2024 예선 2023년 11월 16일 | 아제르바이잔 | v | 스웨덴 | 아제르바이잔, 바쿠         |  |  |
| 21:00 UTC+4                          |              |   |        | 경기장: 바쿠 올림픽 경기장 |  |  |
|                                      |              |   |        |                            |  |  |

| UEFA 유로 2024 예선 2023년 11월 19일 | 스웨덴 | v | 에스토니아 | 스웨덴, 솔나          |  |  |
| 18:00 UTC+1                          |        |   |            | 경기장: 프렌즈 아레나 |  |  |
|                                      |        |   |            |                       |  |  |

## 선수 기록

### 최다 출장 선수
아래 기록은 2022년 3월 29일을 기준으로 한다. (현역 선수는 굵은 글씨로 나타냄.)
| #  | 이름                  | 활동 기간 | 경기 | 골 |
| -- | --------------------- | --------- | ---- | -- |
| 1  | 안데르스 스벤손       | 1999–2013 | 148  | 21 |
| 2  | 토마스 라벨리         | 1981–1997 | 143  | 0  |
| 3  | 세바스티안 라르손     | 2008–2021 | 133  | 10 |
| 3  | 안드레아스 이삭손     | 2002–2016 | 133  | 0  |
| 5  | 킴 셸스트룀           | 2001–2016 | 131  | 16 |
| 6  | 즐라탄 이브라히모비치 | 2001–현재 | 121  | 62 |
| 7  | 올로프 멜베리         | 2000-2012 | 117  | 8  |
| 8  | 롤란드 닐손           | 1986–2000 | 116  | 1  |
| 9  | 비에른 노르드크비스트 | 1963–1978 | 115  | 0  |
| 10 | 니클라스 알렉산데르손 | 1993–2008 | 109  | 7  |

### 최다 득점 선수
아래 기록은 2022년 3월 29일을 기준으로 한다. (현역 선수는 굵은 글씨로 나타냄.)
| # | 이름                  | 활동 기간 | 골 | 경기 | 경기당 평균 골 |
| - | --------------------- | --------- | -- | ---- | -------------- |
| 1 | 즐라탄 이브라히모비치 | 2001–현재 | 62 | 121  | 0.51           |
| 2 | 스벤 리델             | 1923–1932 | 49 | 43   | 1.14           |
| 3 | 군나르 노르달         | 1942–1948 | 43 | 33   | 1.3            |
| 4 | 헨리크 라르손         | 1993–2009 | 37 | 106  | 0.35           |
| 5 | 군나르 그렌           | 1940–1958 | 32 | 57   | 0.56           |
| 6 | 케네트 안데르손       | 1990–2000 | 31 | 83   | 0.37           |
| 7 | 마르쿠스 알베크       | 1999–2008 | 30 | 74   | 0.41           |
| 8 | 마르틴 달린           | 1991–1997 | 29 | 60   | 0.48           |
| 9 | 토마스 브롤린         | 1990–1995 | 27 | 47   | 0.57           |
| 9 | 아그네 시몬손         | 1957–1967 | 27 | 51   | 0.53           |

## 역대 감독
| 감독              | 임기        |
| ----------------- | ----------- |
| 토미 쇠데르베리   | 1998 ~ 2004 |
| 라르스 라예르베크 | 2000 ~ 2009 |
| 에리크 함렌       | 2009 ~ 2016 |
| 얀네 안데르손     | 2016 ~ 2023 |
| 욘 달 토마손      | 2024 ~      |

## 유니폼
스웨덴 축구 국가대표팀은 전통적으로 노란색 유니폼을 착용한다.

### 용품 스폰서십

#### 용품 스폰서
| 용품 스폰서 | 기간             | 비고 |
| ----------- | ---------------- | ---- |
| 엄브로      | 1970 FIFA 월드컵 |      |
| 아디다스    | 1974–2003        |      |
| 엄브로      | 2003–2013        |      |
| 아디다스    | 2013–현재        |      |

#### 용품 후원 계약
| 용품 스폰서 | 전체 기간 | 계약 발표일 | 계약 기간 | 금액 | 비고 |
| ----------- | --------- | ----------- | --------- | ---- | ---- |
| 아디다스    | 2013–현재 |             |           |      |      |
| 아디다스    | 2013–현재 |             |           |      |      |
| 아디다스    | 2013–현재 |             |           |      |      |
| 아디다스    | 2013–현재 |             |           |      |      |
| 아디다스    | 2013–현재 |             |           |      |      |

### 유니폼 변천사
위키미디어 공용에 스웨덴 축구 국가대표팀 유니폼 관련 미디어 자료가 있습니다.

## 같이 보기
- 고틀란드 축구 국가대표팀
- 사프미 축구 대표팀
- 스웨덴 축구 국가대표 B팀
- 스웨덴 여자 축구 국가대표팀